# Paramuzoa linearis
Paramuzoa linearis är en kackerlacksart som först beskrevs av Jean Guillaume Audinet Serville 1831.  Paramuzoa linearis ingår i släktet Paramuzoa och familjen småkackerlackor. Inga underarter finns listade i Catalogue of Life.